# Église Saint-Laurent d'Arbonne
L'église Saint-Laurent est l'église de la commune d'Arbonne, dans le département français des Pyrénées-Atlantiques.
Elle est dédiée à saint Laurent, diacre martyr du IIIe siècle, dont la mort est célébrée en France le 10 août.
L'édifice fait l’objet d’une inscription au titre des monuments historiques depuis le 27 décembre 1991.

## Présentation
L’église est située au cœur du village, le long de la départementale 255, sur un petit plateau, et est entourée d’un cimetière, qui recèle des stèles discoïdales dont les plus anciennes datent de 1590 et 1594.
Le clocher pignon est présent depuis le XIIe siècle ; au XVe siècle l'édifice se dote d'un escalier dans le mur sud pour accéder aux tribunes.

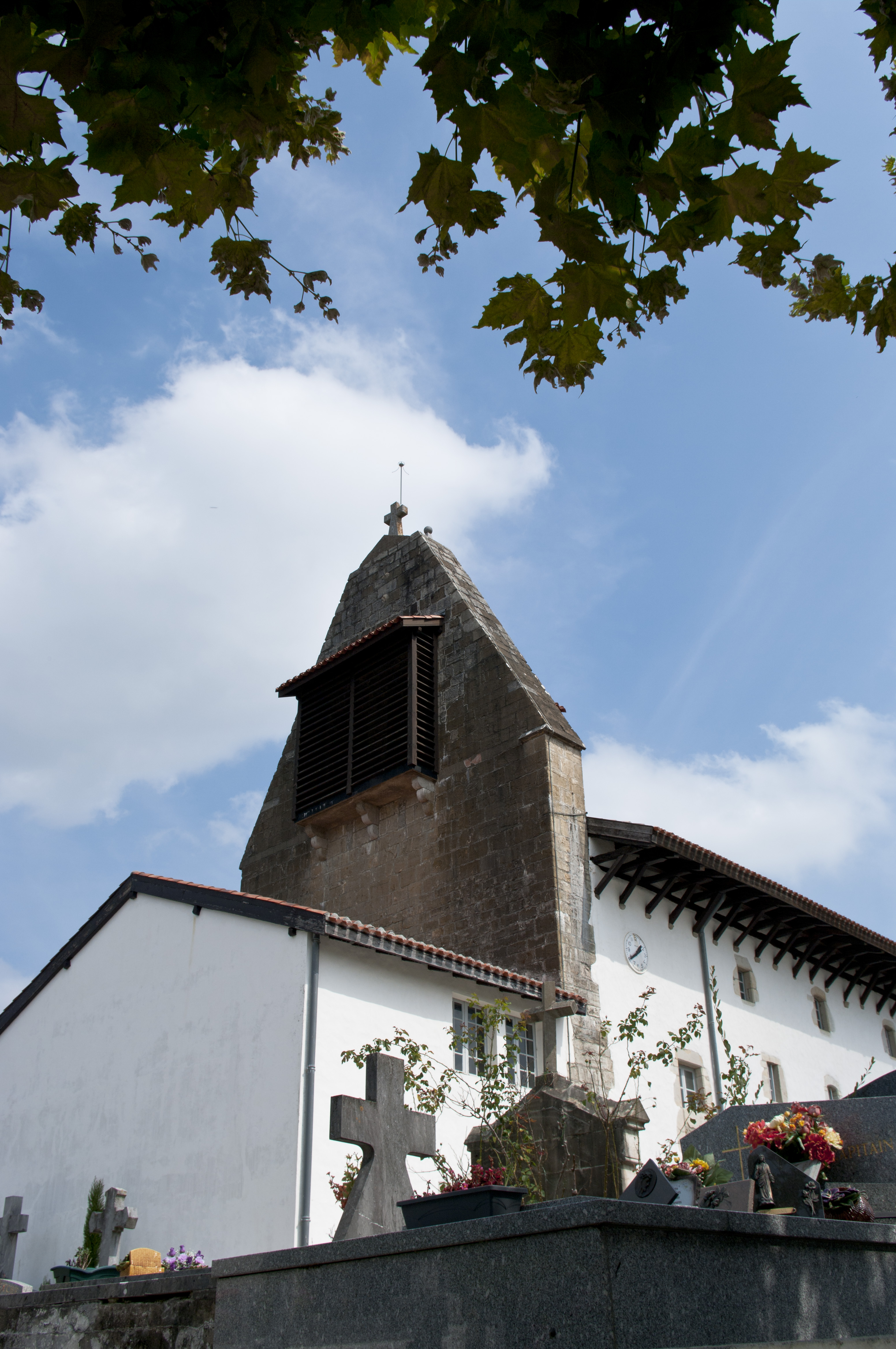
Le clocher.
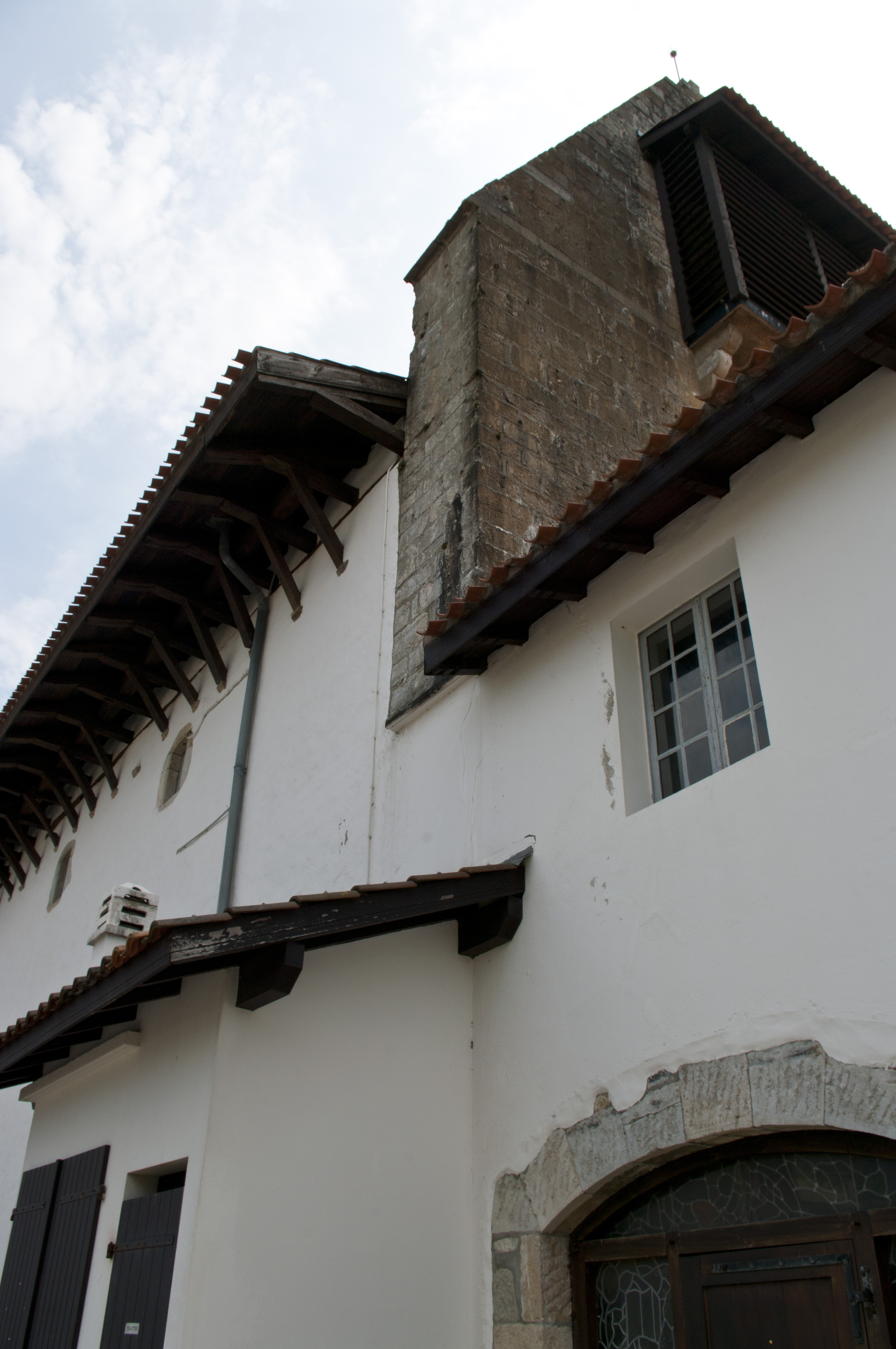
Le clocher.
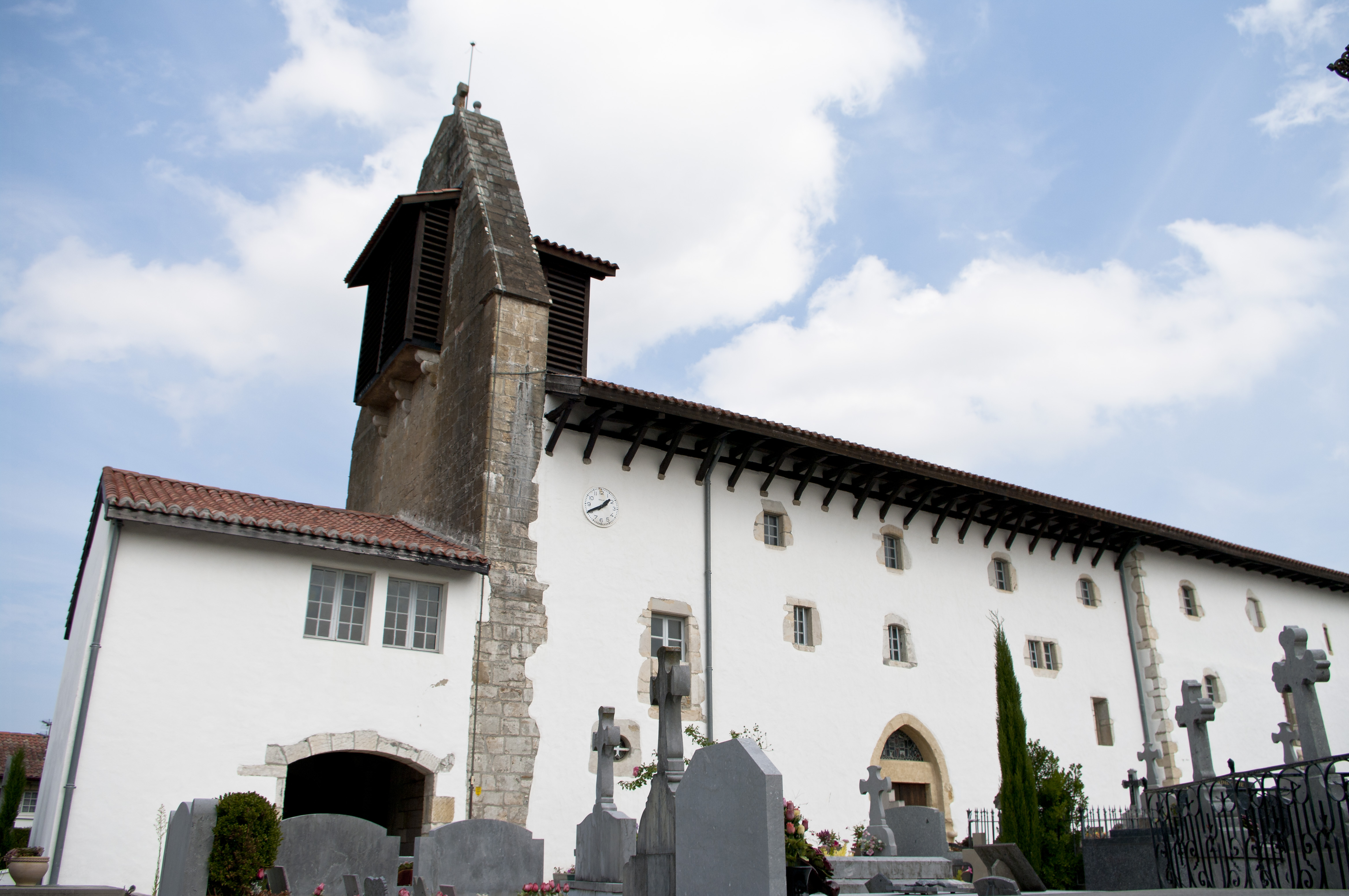
L'édifice.
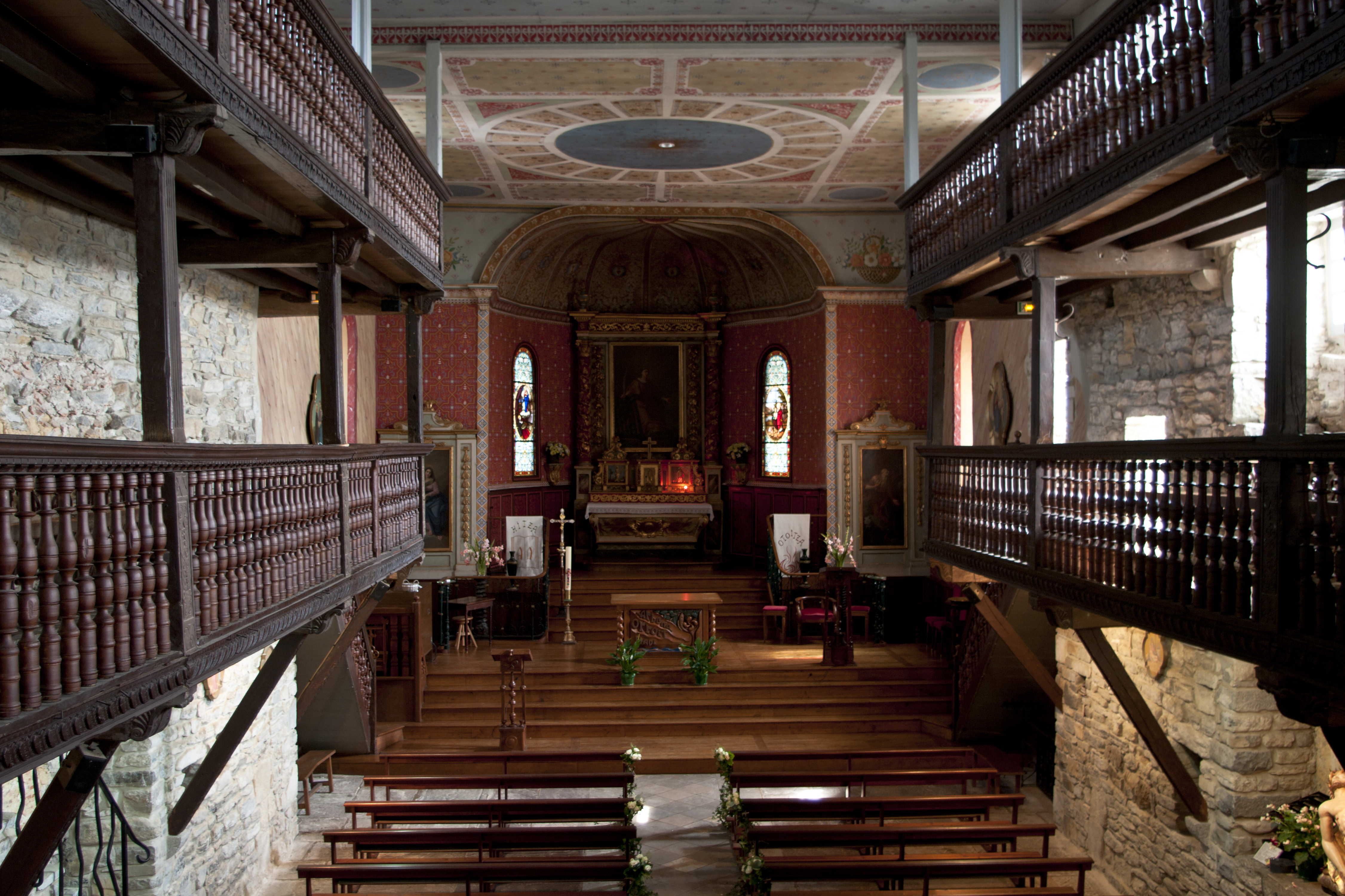
Les tribunes et le chœur de l'église.
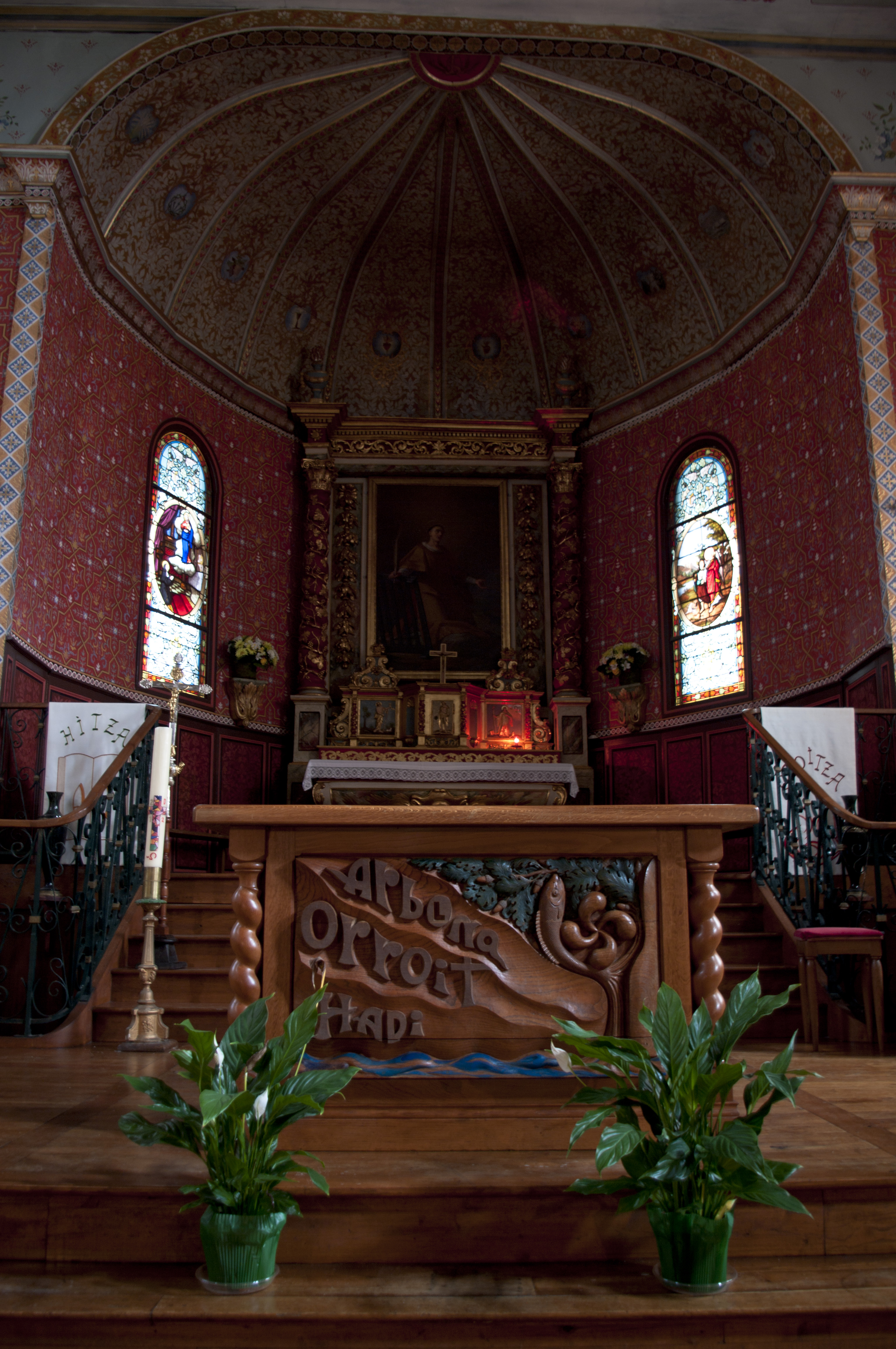
Le chœur de l'église.
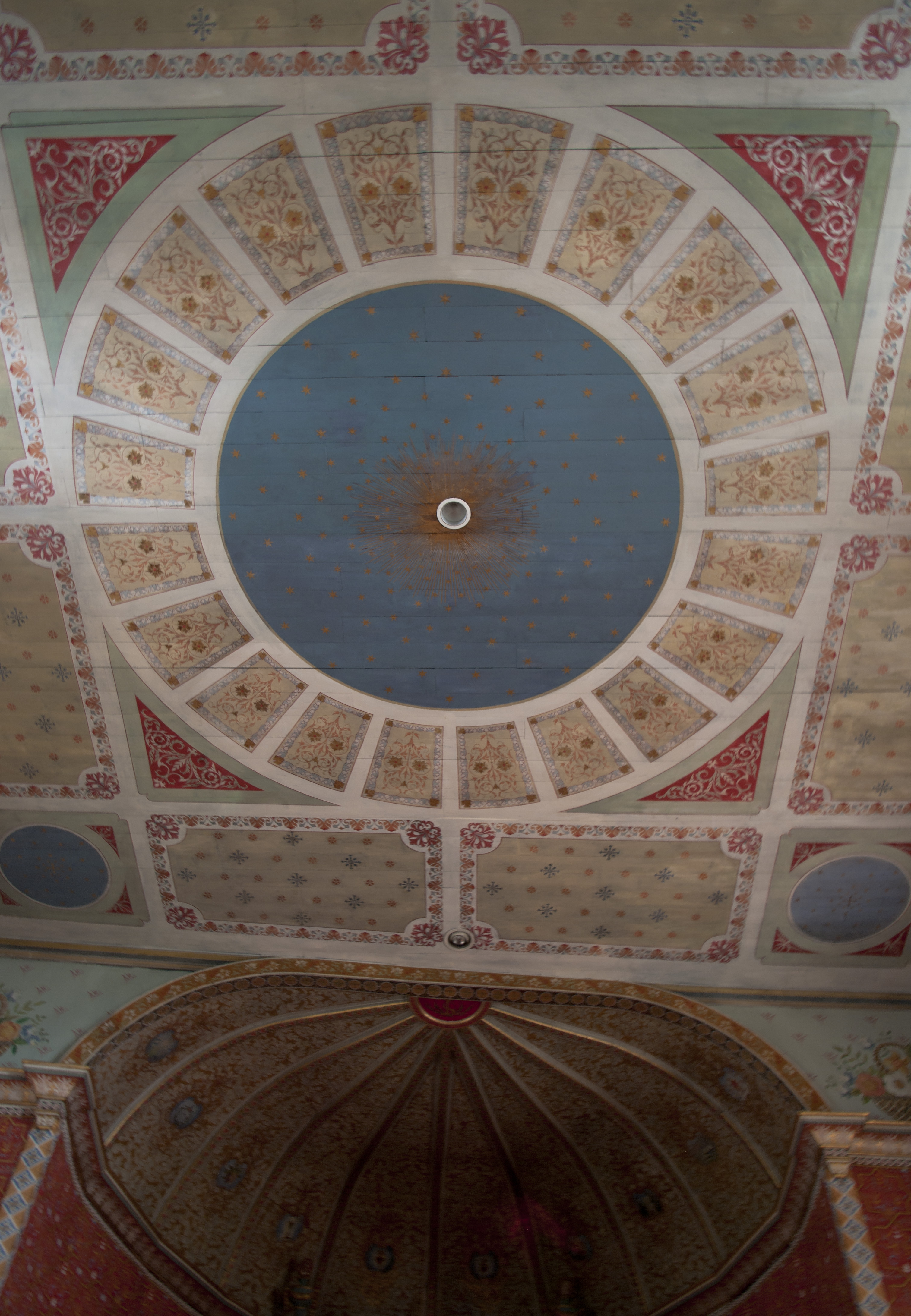
Détail du plafond.